# Styrax pentlandianus
Styrax pentlandianus là một loài thực vật có hoa trong họ Bồ đề. Loài này được J. Rémy miêu tả khoa học đầu tiên năm 1847.